# MNH娛樂
MNH娱乐（韓語：엠앤에이치 엔터테인먼트）是韩国的一家艺人經紀公司，旗下艺人為 8TURN、LIM SANG HYUN。

## 旗下藝人
- LIM SANG HYUN
- 8TURN
- 石馬修（ZEROBASEONE成員）

## 已離開藝人
- BVNDIT
- 金請夏

## 昔日練習生
- 吳書晶（PRODUCE 101参赛者，轉投WAYZ Company）
- 金草妍（PRODUCE 48参赛者，前BugAboo成員））
- 李河恩 ﹙PRODUCE 48﹚
- 黃召硯 ﹙PRODUCE 48﹚前Wellmade Yedang練習生
- 崔惠潾 ﹙Girls Planet 999﹚